# Festival (TTS)
Este artículo se refiere a Festival como Conversor texto-voz. Para otros usos, véase Festival (desambiguación)
Festival es un sistema de síntesis de voz de propósito general para múltiples lenguajes desarrollado originalmente por el Centro de Investigación de Tecnologías del Lenguaje de la Universidad de Edimburgo, la Universidad Carnegie Mellon así como otros centros de enseñanza han realizado contribuciones substanciales al proyecto. 
Se distribuye como software libre con licencia similar a la licencia BSD. Festival y las herramientas de síntesis de voz se distribuyen bajo licencia tipo MIT-X11 permitiendo uso comercial y no comercial sin restricción.
El proyecto incluye la documentación completa para desarrollar sistemas de síntesis de voz con varios APIs, siendo un entorno ideal para el desarrollo e investigación de las técnicas de síntesis de voz.
El proyecto está escrito en lenguaje C++ y está implementado como un intérprete de comandos el cual puede conectarse con diversos módulos y aplicaciones.
Además existen librerías para el desarrollo de aplicaciones en los lenguajes Java y C++ , así como una interfaz para el editor de textos Emacs. 
El proyecto festival es multilingüe (actualmente admite inglés (británico y americano), y castellano) aunque el inglés es el más avanzado. Además algunos grupos han desarrollado herramientas que permiten utilizar otros idiomas con el proyecto.
Las herramientas y la documentación completas para la utilización de nuevas voces en el sistema están disponibles en el proyecto FestVox de la Carnegie Mellon University. La documentación viene en formato texinfo del FSF pudiéndose generar un manual impreso, archivos man, Info y HTML.

## Proyecto Festvox
El proyecto Festvox pretende hacer de la construcción de voces sintéticas nuevas un proceso más sistemático y mejor documentado, haciendo lo posible para que cualquiera pueda construir nuevas voces. El Proyecto es distribuido bajo una licencia de software libre similar a la Licencia  MIT-X11.
El Proyecto Festvox es un Conjunto de Herramientas para construir voces sintéticas para el Sistema de síntesis de texto a voz Festival. Este incluye un tutorial paso a paso con ejemplos en el documento llamado Construyendo Voces Sintéticas
- Proyecto FestVox

## Flite
Flite Archivado el 24 de enero de 2009 en Wayback Machine. es un pequeño motor de síntesis de voz en tiempo de ejecución (runtime) desarrollado por el Carnegie Mellon University. derivado del proyecto Festival, de la Universidad de Edinburgo, y del proyecto Festvox del Carnegie Mellon University.

## Gstreamer
GStreamer contiene un plugin que permite el uso de Festival en el escritorio Gnome.